# Liphanthus coquimbensis
Liphanthus coquimbensis là một loài Hymenoptera trong họ Andrenidae. Loài này được Ruz & Toro mô tả khoa học năm 1983.